# Campionati europei giovanili di nuoto 1986
I XIII Campionati europei giovanili di nuoto e tuffi si sono disputati a Berlino ovest dal 24 luglio al 27 luglio 1986.
Hanno partecipato alla manifestazione le federazioni iscritte alla LEN; questi i criteri di ammissione:
- le nuotatrici di 14 e 15 anni (1972 e 1971) e i nuotatori di 15 e 16 (1971 e 1970)
- Le tuffatrici di 15 e 16 anni (1972 e 1971) e i tuffatori di 16 e 17 (1971 e 1970)

## Podi

### Uomini
| Evento                | Oro                 | Tempo    | Argento             | Tempo    | Bronzo         | Tempo    |
| Stile libero          |                     |          |                     |          |                |          |
| 100 m                 | Martin Herrmann     | 52"00    | H. Carlsson         | 52"44    | Oleg Danilik   | 53"12    |
| 200 m                 | Martin Herrmann     | 1'52"94  | Stefano Battistelli | 1'53"24  | J Daubert      | 1'54"98  |
| 400 m                 | Walter Kalaus       | 3'57"94  | Stefano Battistelli | 3'58"21  | J. Daubert     | 4'01"49  |
| 1500 m                | Stefano Battistelli | 15'25"94 | Walter Kalaus       | 15'46"69 | Jörg Hoffmann  | 15'50"73 |
| Dorso                 |                     |          |                     |          |                |          |
| 100 m                 | A. Probst           | 59"56    | P. Vokoun           | 59"79    | Franck Schott  | 59"95    |
| 200 m                 | Stefano Battistelli | 2'07"51  | Tino Weber          | 2'07"57  | A. Szabo       | 2'08"29  |
| Rana                  |                     |          |                     |          |                |          |
| 100 m                 | V.Alexeev           | 1'05"90  | B. Szarzec          | 1'06"09  | O. Joustra     | 1'06"29  |
| 200 m                 | V. Alexeev          | 2'22"04  | A. Matveev          | 2'22"46  | L. Moes        | 2'36"23  |
| Farfalla              |                     |          |                     |          |                |          |
| 100 m                 | A. Dubrovets        | 56"80    | Arne Wilhelm        | 57"53    | Jan Hensler    | 58"16    |
| 200 m                 | Walter Kalaus       | 2'05"60  | M. Kozelj           | 2'07"17  | Jan Hensler    | 2'07"66  |
| Misti                 |                     |          |                     |          |                |          |
| 200 m                 | Arne Wilhelm        | 2'09"84  | O. Zykov            | 2'10"19  | O. Joustra     | 2'11"00  |
| 400 m                 | Stefano Battistelli | 4'29"55  | L. Journet          | 4'32"20  | S. Chuprakov   | 4'35"59  |
| Staffette             |                     |          |                     |          |                |          |
| 4 x 100m stile libero | Unione Sovietica    | 3'32"65  | Germania Ovest      | 3'33"56  | Germania Est   | 3'34"10  |
| 4 x 200m stile libero | Germania Est        | 7'43"73  | Unione Sovietica    | 7'45"15  | Germania Ovest | 7'46"81  |
| 4 x 100m mista        | Unione Sovietica    | 3'53"37  | Germania Ovest      | 3'54"69  | Germania Est   | 3'56"11  |

### Donne
| Evento                | Oro             | Tempo   | Argento        | Tempo   | Bronzo            | Tempo   |
| Stile libero          |                 |         |                |         |                   |         |
| 100 m                 | S. Schulze      | 56"88   | Daniela Hunger | 57"35   | Luminita Dobrescu | 57"57   |
| 200 m                 | Stela Pura      | 2'01"73 | Heide Grein    | 2'01"95 | Daniela Hunger    | 2'03"56 |
| 400 m                 | Heide Grein     | 4'10"54 | Stela Pura     | 4'10"65 | A. Klemm          | 4'14"66 |
| 800 m                 | Heide Grein     | 8'32"68 | Stela Pura     | 8'32"90 | Irene Dalby       | 8'39"35 |
| Dorso                 |                 |         |                |         |                   |         |
| 100 m                 | D. Varga        | 1'04"23 | A. Kutz        | 1'04"28 | J. Larsson        | 1'05"66 |
| 200 m                 | D. Varga        | 2'16"78 | A. Szigyarto   | 2'17"68 | V. Lippmann       | 2'18"82 |
| Rana                  |                 |         |                |         |                   |         |
| 100 m                 | C. Meier        | 1'11"95 | L. Moes        | 1'13"06 | A. Koch           | 1'12"37 |
| 200 m                 | C. Meier        | 2'34"58 | A. Koch        | 2'35"71 | L. Moes           | 2'36"23 |
| Farfalla              |                 |         |                |         |                   |         |
| 100 m                 | S. Schulze      | 1'02"00 | C. Sievert     | 1'02"02 | Nathalie Koekoek  | 1'03"30 |
| 200 m                 | Stela Pura      | 2'15"87 | Peggy Büchse   | 2'19"02 | F. Knöll          | 2'19"10 |
| Misti                 |                 |         |                |         |                   |         |
| 200 m                 | Cornelia Seithe | 2'18"33 | D. Varga       | 2'20"24 | V. Lippmann       | 2'21"63 |
| 400 m                 | Cornelia Seithe | 4'50"70 | V. Lippmann    | 4'56"11 | Giovanna Fonda    | 4'59"32 |
| Staffette             |                 |         |                |         |                   |         |
| 4 x 100m stile libero | Germania Est    | 3'50"15 | Paesi Bassi    | 3'54"57 | Romania           | 3'55"56 |
| 4 x 200m stile libero | Germania Est    | 8'13"95 | Romania        | 8'24"16 | Paesi Bassi       | 8'31"07 |
| 4 x 100m mista        | Germania Est    | 4'15"38 | Paesi Bassi    | 4'17"12 | Unione Sovietica  | 4'23"28 |

### Tuffi
| Evento        | Oro         | Punti  | Argento           | Punti  | Bronzo     | Punti  |
| Uomini        |             |        |                   |        |            |        |
| trampolino 3m | Schmidt     | 578,30 | Jan Hempel        | 577,15 | Baranov    | 559,40 |
| piattaforma   | Jan Hempel  | 565,55 | Georgi Chogovadze | 542,35 | Belov      | 521,60 |
| Donne         |             |        |                   |        |            |        |
| trampolino 3m | Borodulina  | 490,95 | Wetzig            | 450,20 | Mchdelidze | 445,10 |
| piattaforma   | Belevtseeva | 402,75 | Inselmann         | 386,28 | Szekffi    | 382,45 |

## Medagliere
| Posizione | Paese            | Oro | Argento | Bronzo | Totale |
| --------- | ---------------- | --- | ------- | ------ | ------ |
| 1         | Germania Est     | 13  | 11      | 13     | 37     |
| 2         | Unione Sovietica | 7   | 4       | 6      | 17     |
| 3         | Germania Ovest   | 5   | 3       | 1      | 9      |
| 4         | Ungheria         | 4   | 2       | 2      | 8      |
| 5         | Italia           | 3   | 2       | 1      | 6      |
| 6         | Romania          | 2   | 4       | 2      | 8      |
| 7         | Paesi Bassi      | 0   | 3       | 6      | 9      |
| 8         | Cecoslovacchia   | 0   | 2       | 0      | 2      |
| 9=        | Francia          | 0   | 1       | 1      | 2      |
| 9=        | Svezia           | 0   | 1       | 1      | 2      |
| 11        | Jugoslavia       | 0   | 1       | 0      | 1      |
| 12        | Grecia           | 0   | 0       | 1      | 1      |
| Totale    |                  | 34  | 34      | 34     | 102    |